# Pottia notarisii
Pottia notarisii är en bladmossart som beskrevs av W. P. Schimper 1876. Pottia notarisii ingår i släktet Pottia och familjen Pottiaceae. Inga underarter finns listade i Catalogue of Life.